# Söll
Söll  är en ort och kommun i distriktet Kufstein i förbundslandet Tyrolen i Österrike.